# Народный комиссариат по морским делам РСФСР
Народный комиссариат по морским делам РСФСР — государственный орган РСФСР, осуществлявший руководство военно-морским флотом. Действовал с февраля 1918 года (после упразднения Морского министерства) по 12 ноября 1923 года. Создан наряду с Народным комиссариатом по военным делам и в 1923 году совмещён с ним, образовав Народный комиссариат по военным и морским делам.
Первым Наркомом по морским делам был назначен П. Е. Дыбенко, в этой должности он находился до марта 1918 года, его сменил Л. Д. Троцкий, который руководил наркоматом до 1923 года.